# Leuk (lied)
Leuk is een lied van de Nederlandse zangers Antoon en Big2. Het werd in 2020 als single uitgebracht en het stond in hetzelfde jaar als derde track op de ep Heilig water die de artiesten gezamenlijk hadden uitgebracht en in 2023 als dertiende track op het album Engel van Antoon.

## Achtergrond
Leuk is geschreven door Dylan van Rhijn, Geronimo Latumeten, Kevin Bosch, Twan van Steenhoven en Valentijn Verkerk en geproduceerd door Antoon, Big2 en Eastar. Het is een nederpopliedje waarin de arme liedverteller zijn liefde verklaard aan een rijk meisje. Het nummer werd erg langzaam een hit. Pas een jaar nadat het was uitgebracht, werd het vaker op de radio gedraaid en kwam het in de hitlijsten terecht. Naast de nummers op de ep, inclusief het lied Disco duivel, hebben de twee artiesten ook nog samengewerkt op het lied Tantoe lekker. De single heeft in Nederland de dubbel platina status.

## Hitnoteringen
De artiesten hadden succes met het lied in Nederland. In de Single Top 100 piekte op de achttiende plaats van de lijst en was hierin 57 weken te vinden. De piekpositie in de Nederlandse Top 40 was de 33e plaats in de zes weken dat het in deze hitlijst te vinden was. 